# Pterolophia assinica
Pterolophia assinica là một loài bọ cánh cứng trong họ Cerambycidae.